# Anna Segal
Anna Segal (Melbourne, 15 de agosto de 1986) es una deportista australiana que compitió en esquí acrobático, especialista en la prueba de slopestyle.
Ganó una medalla de oro en el Campeonato Mundial de Esquí Acrobático de 2011. Adicionalmente, consiguió dos medallas en los X Games de Invierno.
Participó en los Juegos Olímpicos de Sochi 2014, ocupando el cuarto lugar en su especialidad.

## Medallero internacional
| Campeonato Mundial | Campeonato Mundial           | Campeonato Mundial | Campeonato Mundial |
| Año                | Lugar                        | Medalla            | Prueba             |
| ------------------ | ---------------------------- | ------------------ | ------------------ |
| 2011               | Deer Valley (Estados Unidos) | Medalla de oro     | Slopestyle         |

| X Games de Invierno | X Games de Invierno    | X Games de Invierno | X Games de Invierno |
| Año                 | Lugar                  | Medalla             | Prueba              |
| ------------------- | ---------------------- | ------------------- | ------------------- |
| 2009                | Aspen (Estados Unidos) | Medalla de oro      | Slopestyle          |
| 2012                | Aspen (Estados Unidos) | Medalla de bronce   | Slopestyle          |